# Nation
För andra betydelser, se nation (olika betydelser).
En nation (latin: natio, 'börd', 'härstamning', 'folk(stam)' eller 'släkte'; av nascor, 'födas') avser idag vanligen ett kollektiv av människor som förenas genom medborgarskap i en stat eller ett land, det vill säga en politiskt definierad befolkning och geopolitisk enhet (enligt den statsnationella uppfattningen). En äldre och idag mindre bruklig betydelse (den kultur- eller etnonationella uppfattningen) är folk – det vill säga ett kollektiv av människor som förenas genom gemensamt språk, kulturhistoria, religion, nationalistisk identitet och/eller hemland.
En nation kan också vara utropad av en nationalistisk rörelse som företräder en politiskt-kulturellt definierad folkgrupp som gör anspråk på ett landområde och har en politisk vilja att leva tillsammans i en stat med självstyre men ännu inte har kontroll över en egen stat. En nationalstat är däremot en suverän stat uppbyggd runt och förknippad med en nation (i betydelsen ett folk), det vill säga uppburen av en majoritetsbefolknings kulturella identitet men som vanligen också innefattar olika minoritetsfolk, och som har autonom regering och militär med våldsmonopol samt har erkänts av andra stater. Exempel på nationer som inte har status som nationalstater, men som definieras genom minoritetsspråk som talas av en regional majoritet(en) som gör anspråk på landområdet, är kurder – Kurdistan, katalaner – Katalonien och basker – Baskien.
På samma sätt är nationalitet idag vanligen synonymt med en persons medborgarskap i en stat, ett land eller en utropad nation utan kontroll över en egen stat. Historiskt har nationalitet även avsett identitet, fosterlandskänsla och härkomst i en grupp som känner sig som en nation.
Medan den äldre kulturbetonade betydelsen liknar begreppet etnicitet och härrörde från romantiken och dess föreställning om folk (uttryckt av Herder med flera), anknyter dagens geopolitiska användning till en jakobinsk tradition (den betydelse ordet gavs i samband med franska revolutionen, uttryckt av Renan med flera).[källa behövs] En äldre primordialistisk syn på nationer hävdade att det finns essentiella och naturliga (oföränderliga) uttryck för folkgruppers identitet, utmärkande egenskaper, mentalitet, folksjäl och samhällsliv. Essentialismen förfäktas än idag av nationalistiska rörelser, och återfinnes exempelvis i Sverigedemokraternas principprogram från 2011. Uppfattningen kontrasterar mot dagens mer vanliga vetenskapliga syn på nationen som social konstruktion, det vill säga utvecklad genom politiskt och militärt skapade gränser som har fått betydelse för befolkningens språk, religion och sedvänjor. En nationalstat tenderar att utveckla en politiskt motiverad gruppidentitet i syfte att skapa lojalitetsband, som ofta bygger på relativt sentida men föränderliga nationalistiska föreställningar om gemensam kulturhistoria och gemensamma värderingar.

## Etymologi
Ordet är härlett från latinets nātĭō (stam nātiōn-) som betyder:
- födsel
- födelsegudinnan Natio
- avkomma
- ras
- stam
- folk

## Nationsbegreppets historik
I början av 1800-talet utvecklades två separata betydelser av ordet nation (i svenska eller europeiska språk). Både franska revolutionen och romantiken tjänade här som inspirationskällor.
- Enligt den statsnationella uppfattningen utgörs en nation av statens medborgare – oberoende av deras bakgrund eller kulturella hemhörighet.[1] Jakobinerna stödde denna tanke, genom att hävda att nationer skapas ur en politisk enhet.
- Enligt den kultur- eller etnonationella uppfattningen karaktäriseras en nation (ett folk) av den gemensamma kulturen och härkomsten. Ett gemensamt språk och/eller religion kan här förstärka identiteten.[1] Detta essentialistiska perspektiv förespråkades av bland andra Johann Gottlieb Fichte och Carl Schmitt. Nationstillhörigheten setts som central för dess medlemmar, och att trygga nationens fortlevnad antas förutsätta kontrollen över en egen stat – en nationalstat[1].

I synnerhet har den senare definitionen påverkats starkt av de romantiska strömningarna under 1800-talet (se nationalromantik). Senare kom den att inspirera olika nationalistiska strömningar, inklusive nationalsocialism.

### Studentnation
Termen "nation" i meningen "gemensam härkomst" ligger till grund för Sveriges universitets och högskolors studentnationer, i vilka studenter ursprungligen blev medlemmar beroende på vilken del av Sverige man kom ifrån. Nationerna och deras namn, som exempelvis Smålands nation och Norrlands nation, lever kvar som studentnationer i Uppsala, Lund och Helsingfors, även om studenter idag kan bli medlemmar i valfria nationer.

### Andra relaterade tänkare
Andra viktiga tänkare inom området har varit Ernest Renan, Benedict Anderson, Friedrich Meinecke, Eric Hobsbawm och Hans-Ulrich Wehler.

## Definitioner
Nation betecknar nästan alltid en mängd individer, och skillnaden beror på vad man fokuserar på som det gemensamma: språk, religion, kultur eller härstamning. Ett exempel på en relativt okontroversiell definition är: "en grupp människor som skiljer sig från andra genom gemensamma och specifika kulturdrag där språket är den viktigaste särskiljande faktorn."
Ofta tillhör människor en titulärnation vilket pars pro toto innebär att en nation består av olika delar, något som inte alltid avspeglas i benämningar. 

### Språk
Språket uppfattas här ofta som nationens själ. Devisen "Ett land, ett folk, ett språk" har ofta kunnat användas av många nationella rörelser. Språkliga minoriteter har betraktats med misstänksamhet och utsättas för påtryckningar om språkbyte. Denna typ av indelning kallas kulturnation och avspeglar vanligtvis mer sentida förändringar.
En stat baserat på denna definition är exempelvis Frankrike, vars politik om enhetlig språkdräkt har påverkat franska språket. Många indiannationer har även detta som en viktig del.
Det var också en vanlig uppfattning att det egna språket borde vara "rent" och "nationellt" och därför rensas från främmande element.

### Religion
I många nationer finns även en dominerande tro, som i Saudiarabien vars nationspolitik kan sägas vara islamistiskt influerad (se även islamisk republik). Sverige var under många år en luthersk stat, med religionen som en stark sammanhållande grund.

## Nationalism
Nationalism är en term som betecknar en doktrin eller politisk rörelse som hävdar att en nation – ofta definierad i termer av etnicitet (gemensam härstamning) eller kultur – har rätten att utgöra en oberoende och självständig politisk gemenskap baserad på en gemensam historia och gemensamt öde. De flesta nationalister menar att statens gränser borde sammanfalla med gränsen för den folkliga nationen. Man betonar alltså nationalstatens betydelse.[källa behövs]